# 学校法人長崎日本大学学園
学校法人長崎日本大学学園（ながさきにほんだいがくがくえん）とは長崎県諫早市にある学校法人。昭和42年（1967年）開校。

## 長崎日本大学学園が運営する学校
- 長崎日本大学中学校
- 長崎日本大学高等学校